# Condado de Macon (Misuri)
El condado de Macon (en inglés: Macon County), fundado en 1837, es uno de 114 condados del estado estadounidense de Misuri. En el año 2008, el condado tenía una población de 15,762 habitantes y una densidad poblacional de 8 personas por km². La sede del condado es Macon. El condado recibe su nombre en honor al político de Carolina del Norte Nathaniel Macon.

## Geografía
Según la Oficina del Censo, el condado tiene un área total de 2104 km² (812,4 mi²), de la cual 2082 km² (803,9 mi²) es tierra y 23 km² (8,9 mi²) (1.08%) es agua.

### Condados adyacentes
- Condado de Saint François (norte)
- Condado de Perry (moreste)
- Condado de Bollinger (este)
- Condado de Wayne (sur)
- Condado de Iron (oeste)

## Demografía
Según la Oficina del Censo en 2000, los ingresos medios por hogar en el condado eran de $30,195, y los ingresos medios por familia eran $36,370. Los hombres tenían unos ingresos medios de $26,408 frente a los $18,275 para las mujeres. La renta per cápita para el condado era de $16,189. Alrededor del 12.50% de la población estaban por debajo del umbral de pobreza.

## Transporte

### Carreteras principales
- U.S. Route 36
- U.S. Route 63
- Ruta 3
- Ruta 149
- Ruta 156

## Localidades
| - Anabel - Atlanta - Bevier | - Callao - College Mound - Elmer | - Ethel - Excello - Goldsberry | - La Plata - Macon - New Cambria | - South Gifford |  |